# James Gamble
James Gamble (ur. 3 kwietnia 1803 w Enniskillen; zm. 29 kwietnia 1891 w Cincinnati) – amerykański producent mydła, który był pochodzenia irlandzkiego.

## Życiorys
Uczęszczał do Portora Royal School w Enniskillen, a później do Kenyon College w Gambier w stanie Ohio. W 1837 roku razem ze swoim szwagrem Williamem Procterem założył w Cincinnati przedsiębiorstwo Procter & Gamble z początkowym kapitałem 7000 USD, produkujące mydło i świece. Firma zdobyła dominującą pozycje na rynku dzięki lukratywnym kontraktom na dostawy mydła dla wojsk Unii podczas wojny secesyjnej.
Żonaty z Elizabeth Ann Norris (1822-1888), siostrą Oliwii Norris, która była żoną Williama Proctera. Para posiadała dziesięcioro dzieci, m.in.: Jamesa Norrisa Gamble'a, chemika, twórcy receptury mydła "Ivory".